# Marinai/La notte
Marinai/La notte è un singolo del gruppo musicale italiano Le Orme, pubblicato nel 1982.
Con la canzone Marinai il gruppo delle Orme si presenta al Festival di Sanremo 1982, per poi pubblicare l'album Venerdì.
Pare che a Sanremo il gruppo avrebbe voluto presentare il brano in un'altra versione, intitolata Marghera e dedicata al degrado ambientale; il ritornello non sarebbe stato accettato perché troppo di protesta, per cui si ebbero aspre discordie, non solo nei confronti degli organizzatori, ma anche all'interno del gruppo; Aldo Tagliapietra smentisce tuttavia questo aneddoto.
In occasione della serata finale della kermesse sanremese, Pagliuca si disse indignato, al pari di Claudio Villa, dalla vittoria annunciata di Riccardo Fogli con Storie di tutti i giorni. Lo stesso Pagliuca si rese irreperibile, costringendo il gruppo a sostituirlo sul palco con Roberto Colombo, il cui compito alle tastiere era comunque di comparsa, dato che Pagliuca non cantava e che in quegli anni ci si esibiva dal vivo con la sola voce, su base musicale.
La notte è una sorta di seconda facciata A e si distingue per l'uso del glockenspiel, strumento spesso usato dal complesso durante la sua fase classicheggiante alla fine degli anni settanta.
Entrambi i pezzi sono di Salerno-D'Amico-Pagliuca-Tagliapietra.

## Formazione
- Tony Pagliuca – tastiere
- Aldo Tagliapietra – voce, basso
- Michi Dei Rossi – batteria, glockenspiel